# ジェレミー・メニューイン
ジェレミー・ルイス・ユージン・メニューイン（Jeremy Louis Eugene Menuhin, 1951年11月2日 - ）は、アメリカのピアノ奏者。
ユーディ・メニューインの息子でサンフランシスコの生まれ。パリ音楽院でナディア・ブーランジェに音楽理論を学び、イスラエルでミンドル・カッツにピアノ、ウィーンでハンス・スワロフスキーに指揮を師事する。15歳で父イェフディの指揮するロンドン・フィルハーモニー管弦楽団のコンサートでデビューを飾った。1970年にアメリカ・デビューを飾ったが、1974年に腱を痛めて一時的に演奏活動を中断した。1984年にヤング・コンサート・アーティスツ主宰のコンクールで改めてデビューした。

## 註
1. ↑  arien-artists.com